# 45.ª Cumbre del G7
La 45.ª Cumbre del G7 se celebra en Biarritz (Nueva Aquitania, Francia), entre el 24 y 26 de agosto de 2019. Esta es la séptima vez desde 1975 que Francia es la anfitriona de las reuniones.
En marzo de 2014, el G7 declaró que actualmente no era posible una discusión significativa con Rusia en el contexto del G8.
En mayo de 2019 se anunció que Chile sería invitado, representado por el presidente Sebastián Piñera; en tanto, en julio de 2019 se anunció la invitación a España, que será representada por el presidente del Gobierno Pedro Sánchez.

## Sede
El Hôtel du Palais en Biarritz, Francia, fue elegido como sede de la Cumbre del G7.

## Líderes en la cumbre

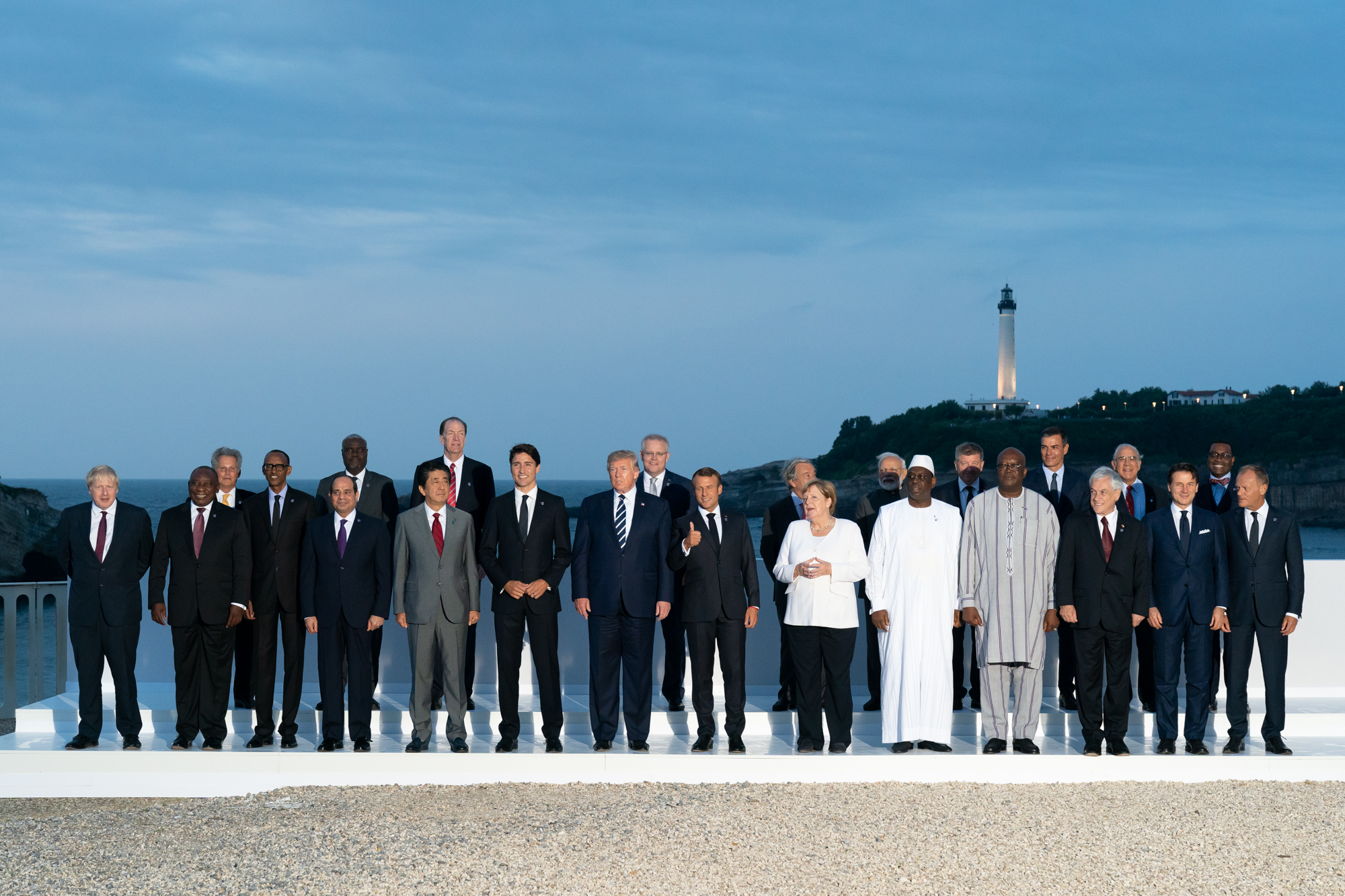
Foto oficial de la 45.ª Cumbre, por el Gobierno estadounidense

Los asistentes incluirán a los líderes de los siete Estados miembros del G7, así como a los representantes de la Unión Europea. El presidente de la Comisión Europea ha sido un participante permanente bienvenido en todas las reuniones y toma de decisiones desde 1981. El presidente del Consejo Europeo ha sido el correpresentante de la UE desde la 36.ª cumbre organizada por la presidencia canadiense en Huntsville (Ontario, Canadá) del 25 al 26 de junio de 2010.
Esta es la primera cumbre del G7 para el nuevo primer ministro británico Boris Johnson. También es la última cumbre para el primer ministro italiano Giuseppe Conte y el presidente del Consejo Europeo, Donald Tusk.
El presidente de la República francesa, Emmanuel Macron, invitó al Primer ministro de Australia, Scott Morrison, al presidente del Gobierno de España, Pedro Sánchez, y al primer ministro de la India, Narendra Modi, a asistir a la sesión de divulgación de la Cumbre del G7 en Biarritz como invitados especiales.

### Los líderes que participan
| Miembros del G-7 País y líder anfitriones son mostrados en negrita. |                |                            |                         |
| Miembro                                                             | Miembro        | Representado por           | Título                  |
| Bandera de Alemania                                                 | Alemania       | Angela Merkel              | Canciller               |
| Bandera de Canadá                                                   | Canadá         | Justin Trudeau             | Primer ministro         |
| Bandera de Estados Unidos                                           | Estados Unidos | Donald Trump               | Presidente              |
| Bandera de Francia                                                  | Francia        | Emmanuel Macron            | Presidente              |
| Bandera de Italia                                                   | Italia         | Giuseppe Conte             | Primer ministro         |
| Bandera de Japón                                                    | Japón          | Shinzō Abe                 | Primer ministro         |
| Bandera del Reino Unido                                             | Reino Unido    | Boris Johnson              | Primer ministro         |
| Bandera de Unión Europea                                            | Unión Europea  | Donald Tusk                | Presidente del Consejo  |
| Invitados (países)                                                  |                |                            |                         |
| País                                                                | País           | Represenado por            | Título                  |
| Bandera de Australia                                                | Australia      | Scott Morrison             | Primer ministro         |
| Bandera de Burkina Faso                                             | Burkina Faso   | Roch Marc Christian Kaboré | Presidente              |
| Bandera de Chile                                                    | Chile          | Sebastián Piñera           | Presidente              |
| Bandera de Egipto                                                   | Egipto         | Abdelfatah Al-Sisi         | Presidente              |
| Bandera de España                                                   | España         | Pedro Sánchez              | Presidente del Gobierno |
| Bandera de la India                                                 | India          | Narendra Modi              | Primer ministro         |
| Bandera de Ruanda                                                   | Ruanda         | Paul Kagame                | Presidente              |
| Bandera de Senegal                                                  | Senegal        | Macky Sall                 | Presidente              |
| Bandera de Sudáfrica                                                | Sudáfrica      | Cyril Ramaphosa            | Presidente              |

## Galería de líderes participantes

### Líderes miembros

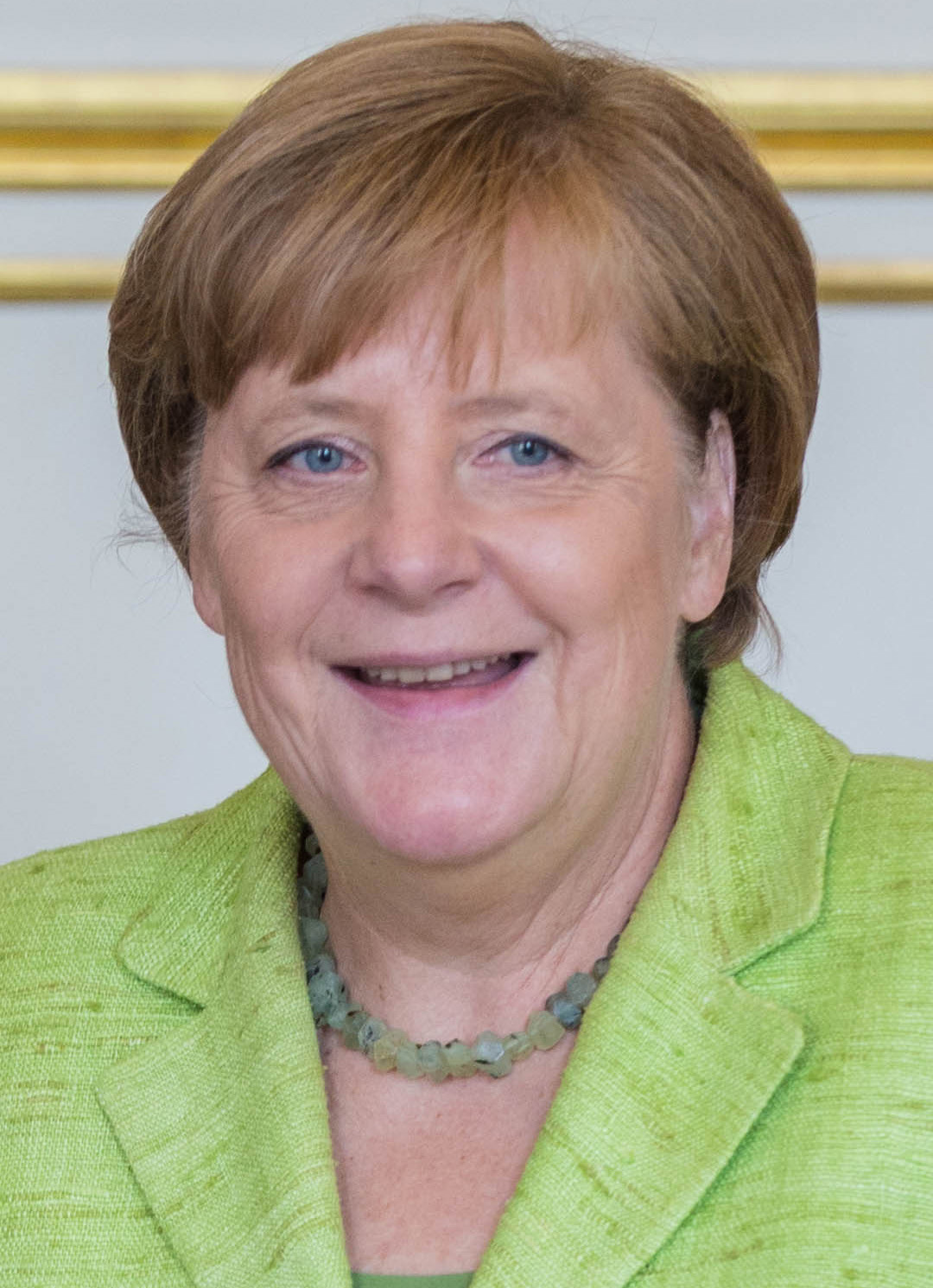
DEU Angela Merkel, canciller federal
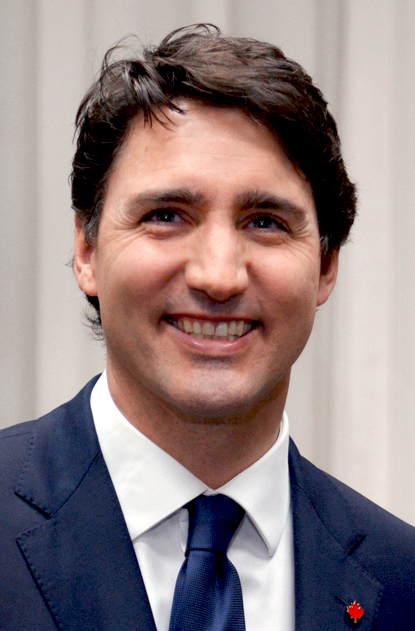
CAN Justin Trudeau, primer ministro
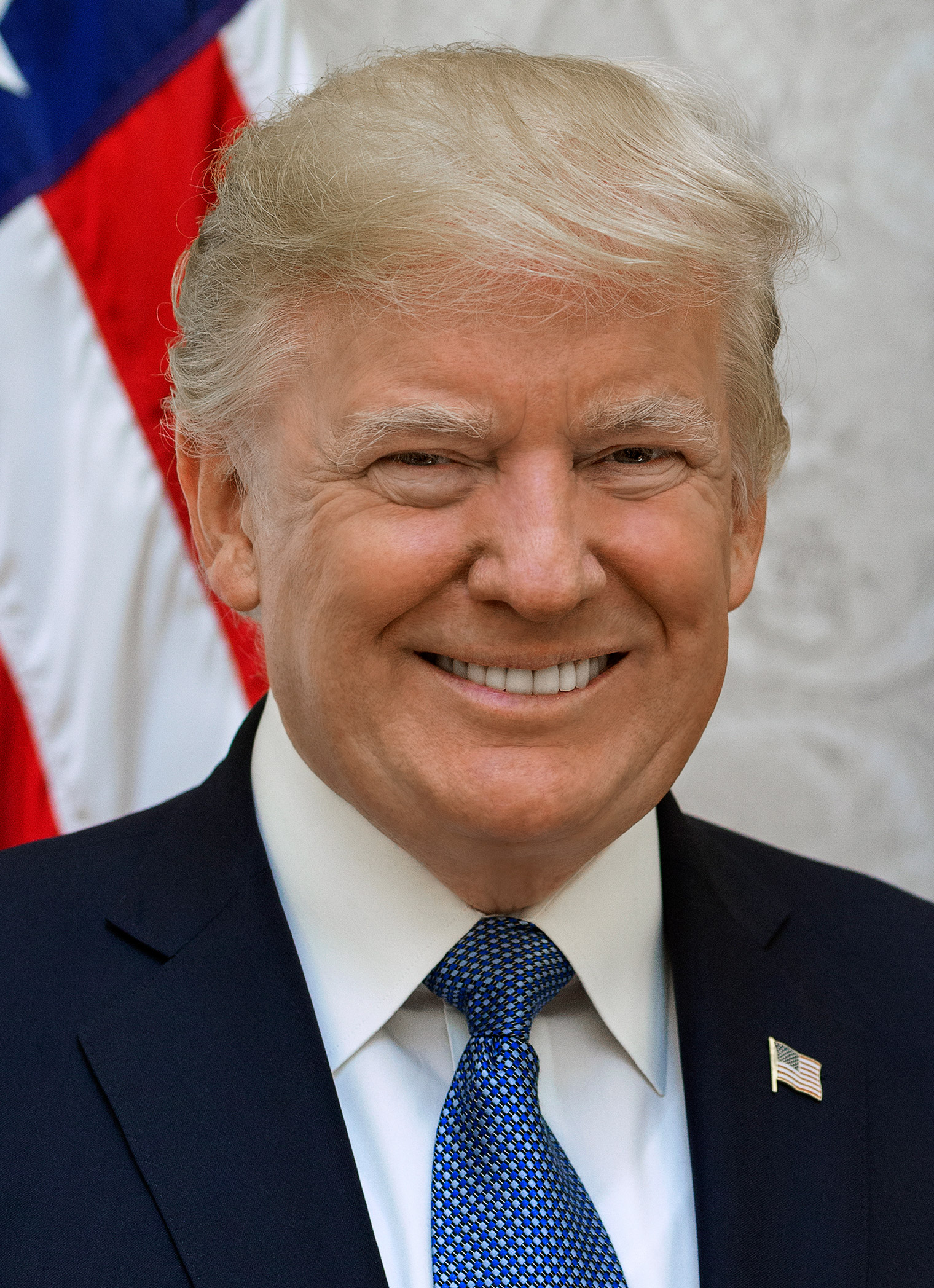
USA Donald Trump, presidente
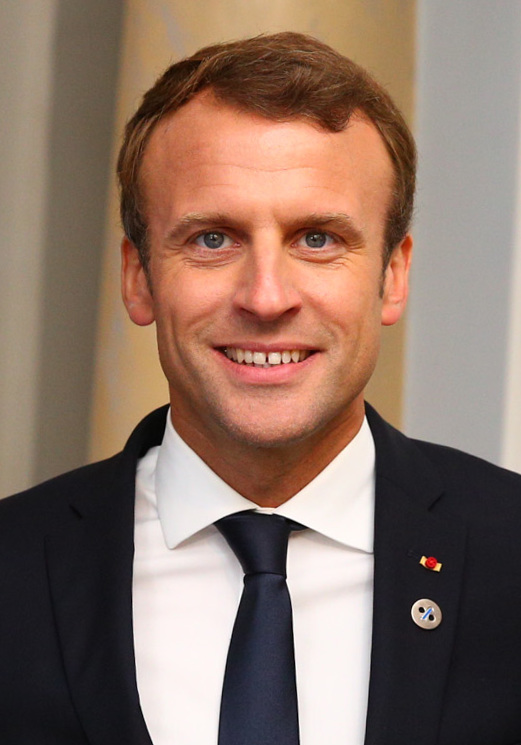
FRA Emmanuel Macron, presidente (anfitrión)
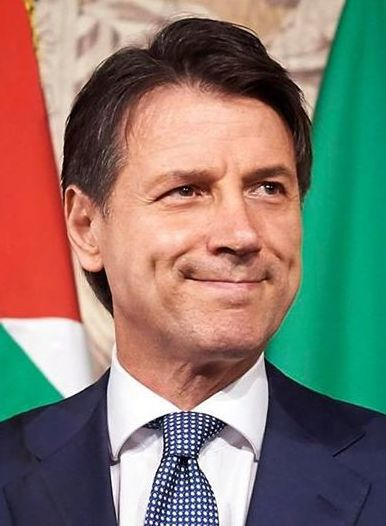
ITA Giuseppe Conte, primer ministro
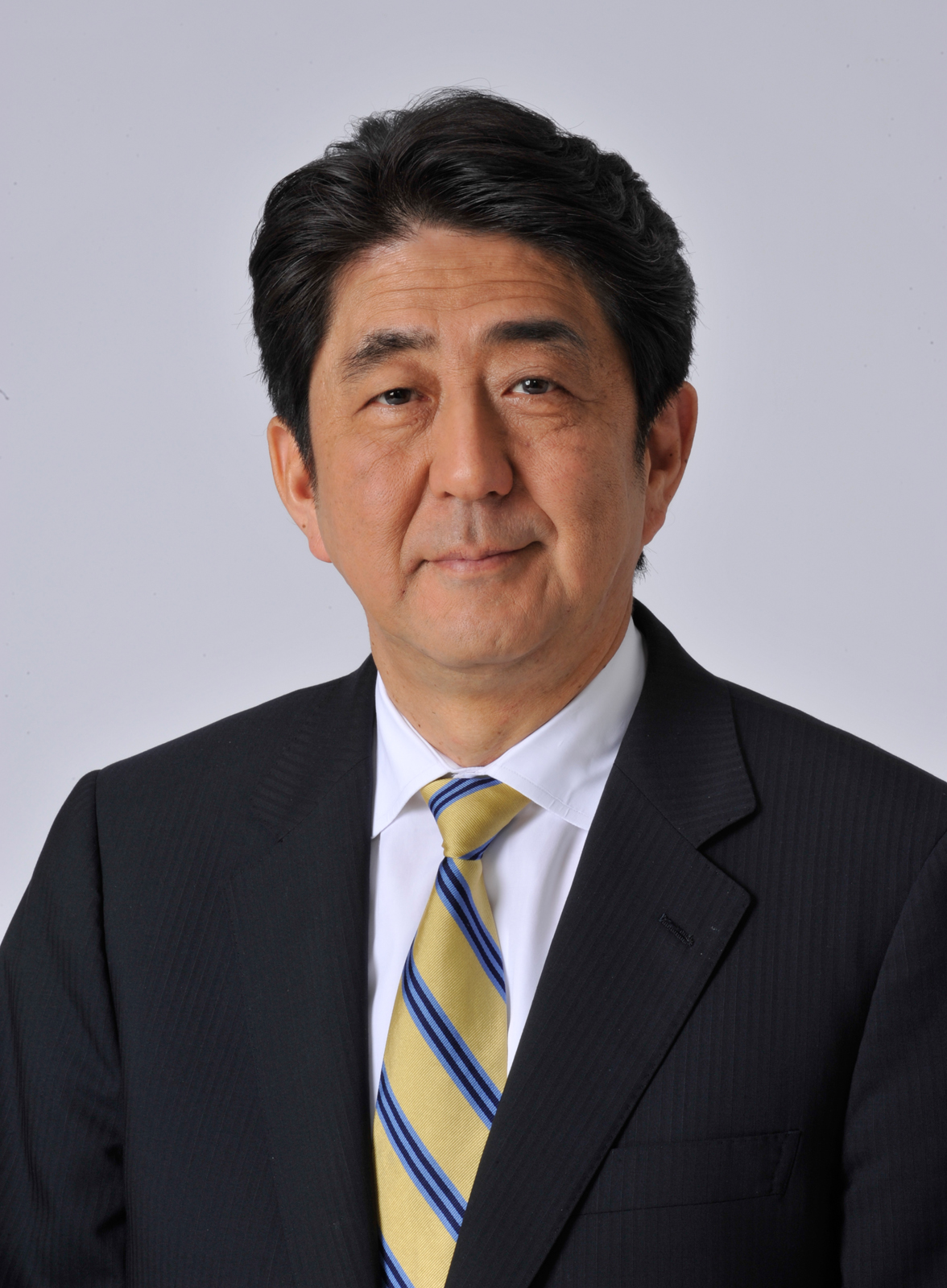
JPN Shinzō Abe, primer ministro
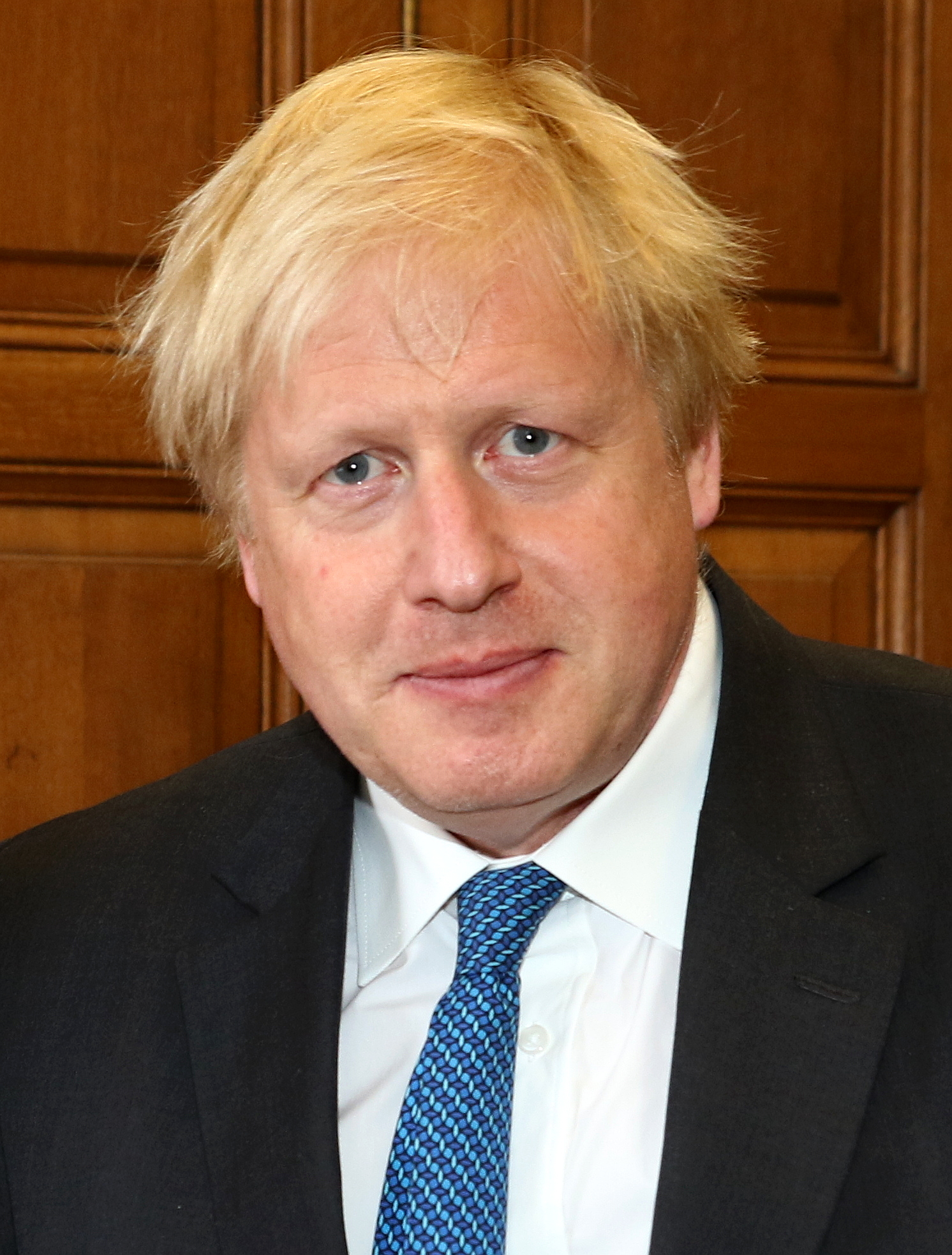
GBR Boris Johnson, primer ministro
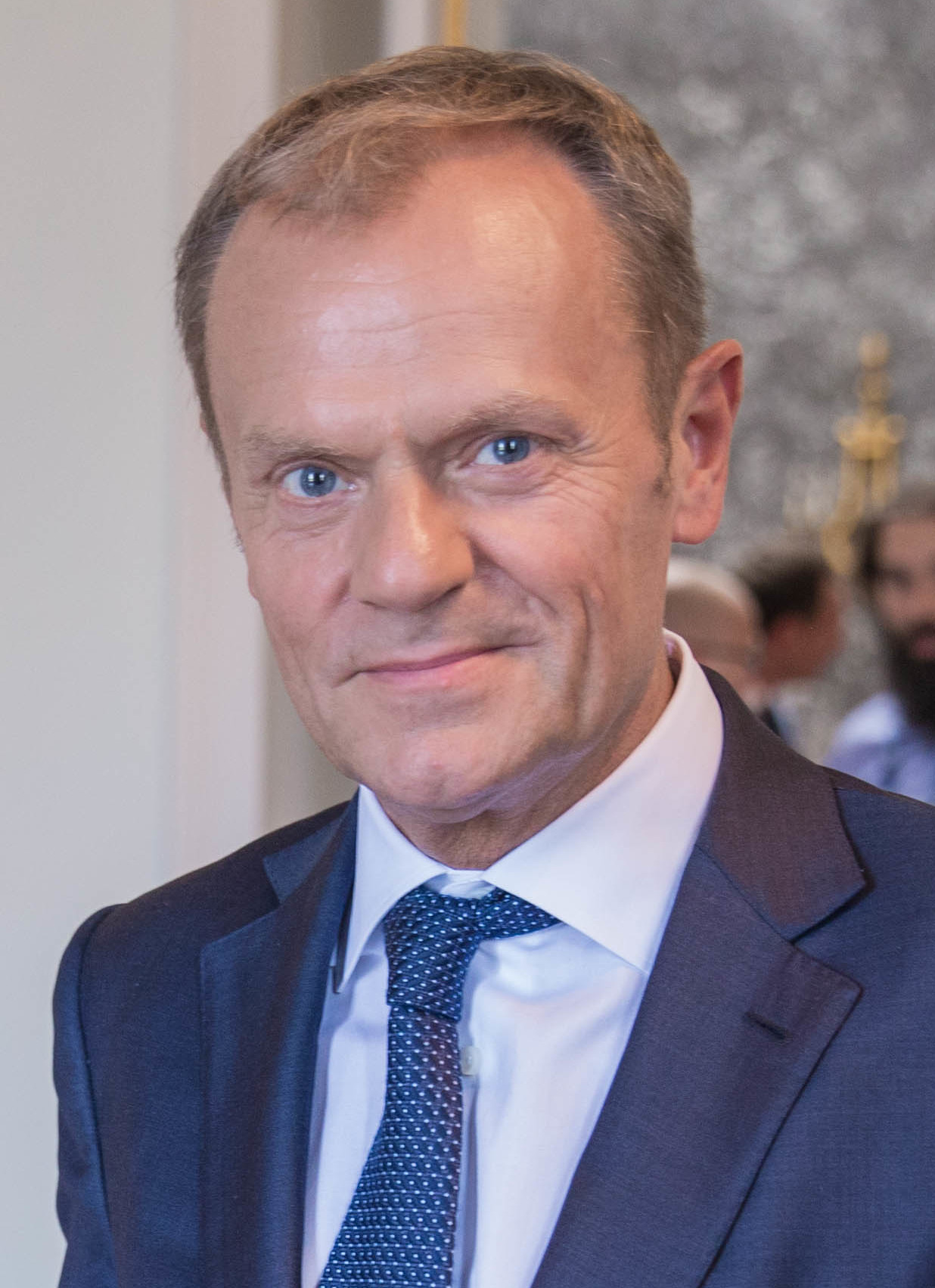
' Donald Tusk, presidente del Consejo Europeo

- Alemania
Angela Merkel, canciller federal
- Canadá
Justin Trudeau, primer ministro
- Estados Unidos
Donald Trump, presidente
- Francia
Emmanuel Macron, presidente (anfitrión)
- Italia
Giuseppe Conte, primer ministro
- Japón
Shinzō Abe, primer ministro
- Reino Unido
Boris Johnson, primer ministro
- Unión Europea
Donald Tusk, presidente del Consejo Europeo

### Líderes invitados

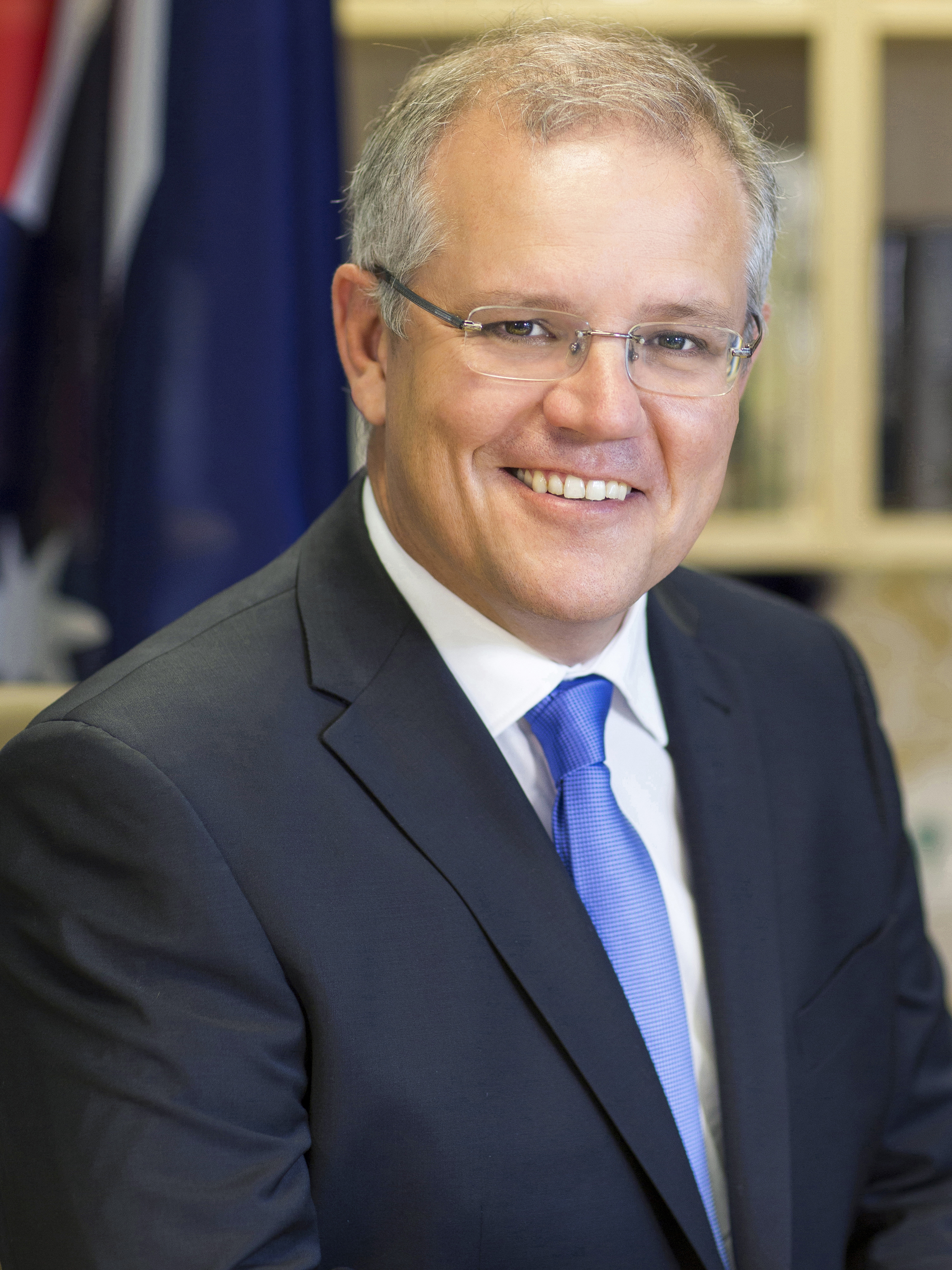
AUS Scott Morrison, primer ministro
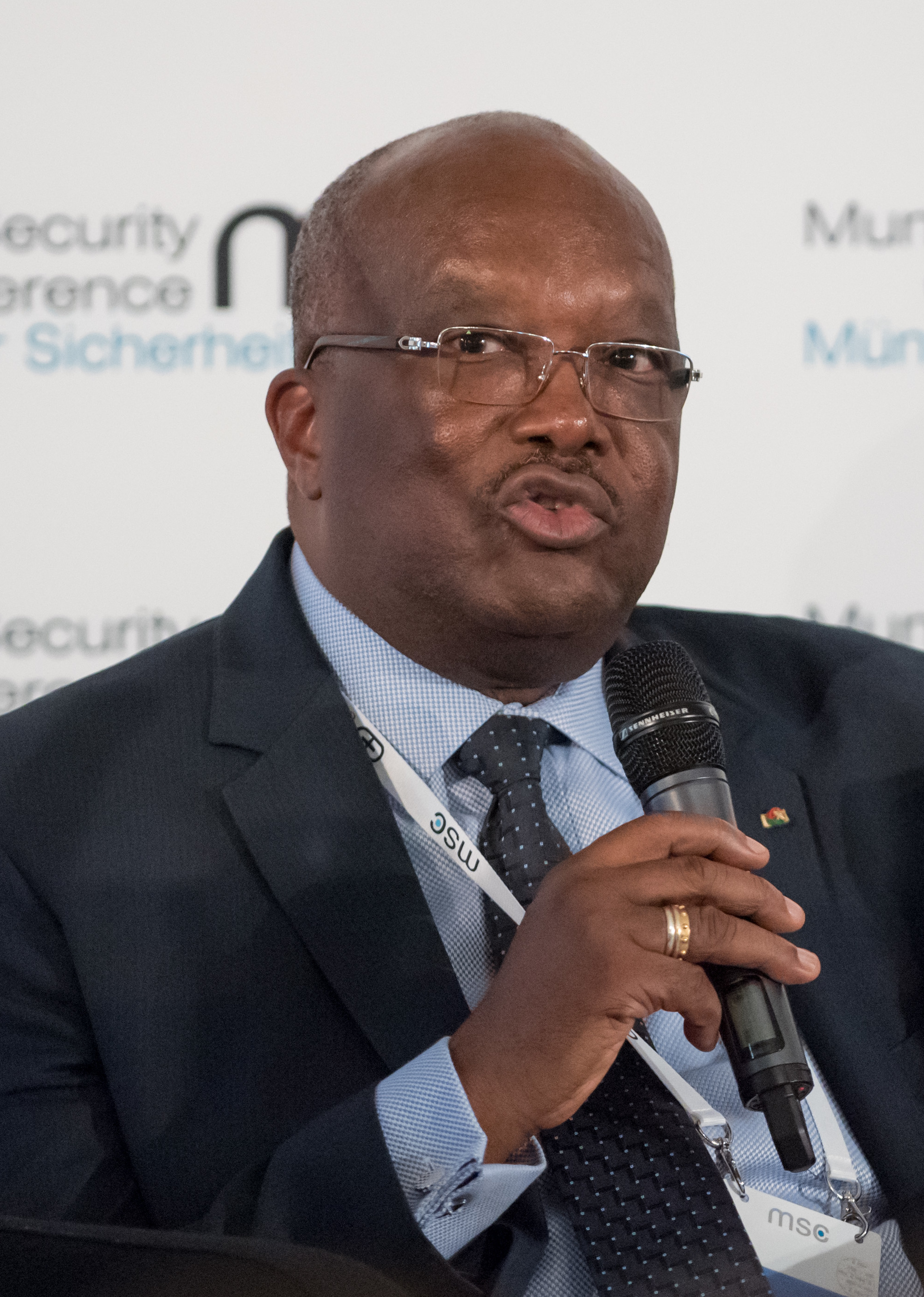
' Roch Marc Christian Kaboré, presidente
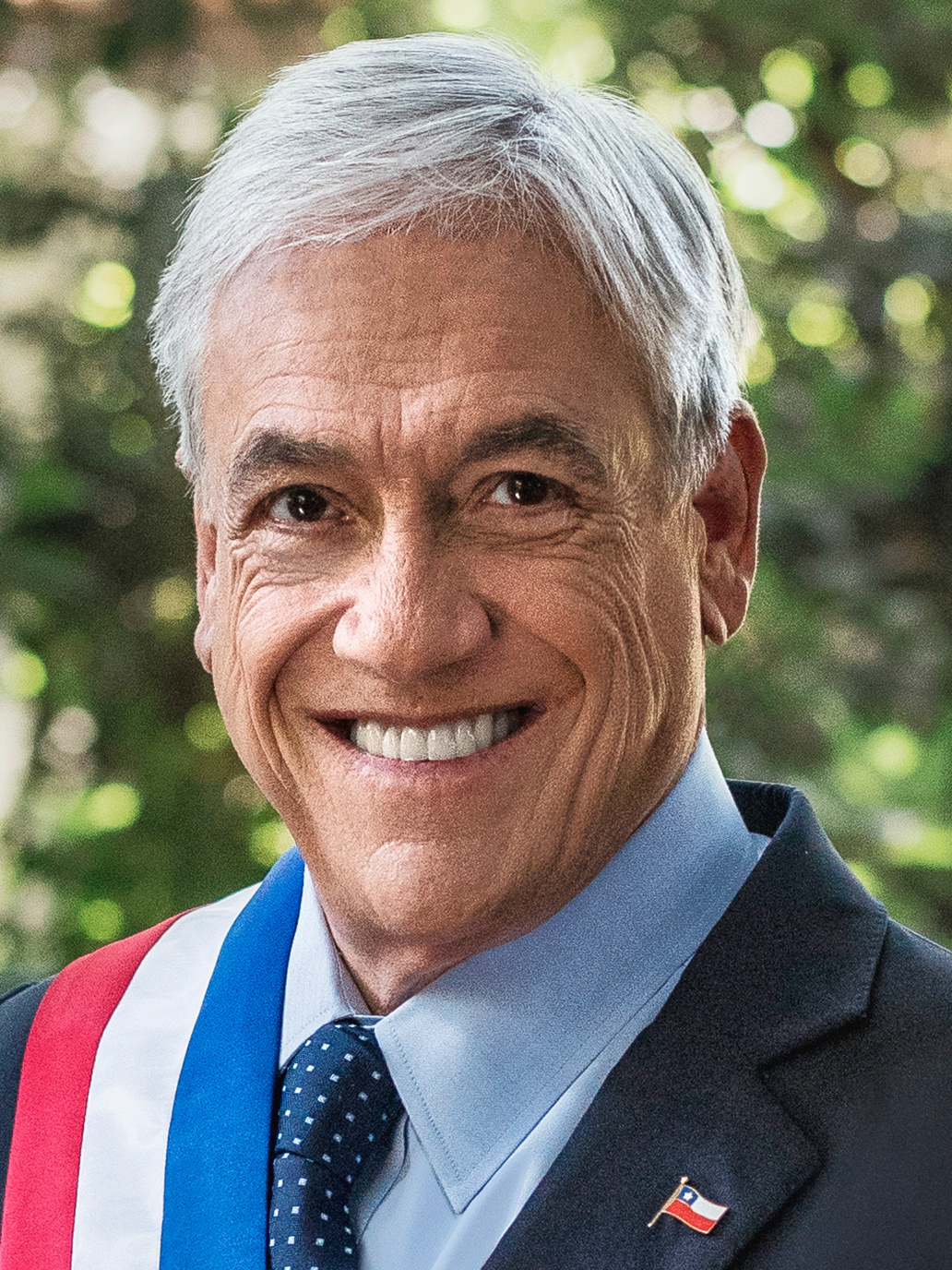
CHL Sebastián Piñera, presidente
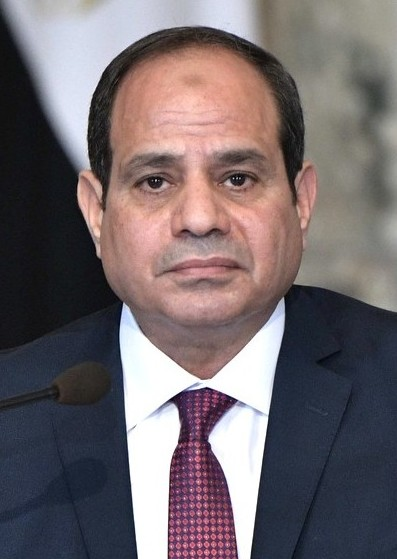
' Abdelfatah Al-Sisi, presidente
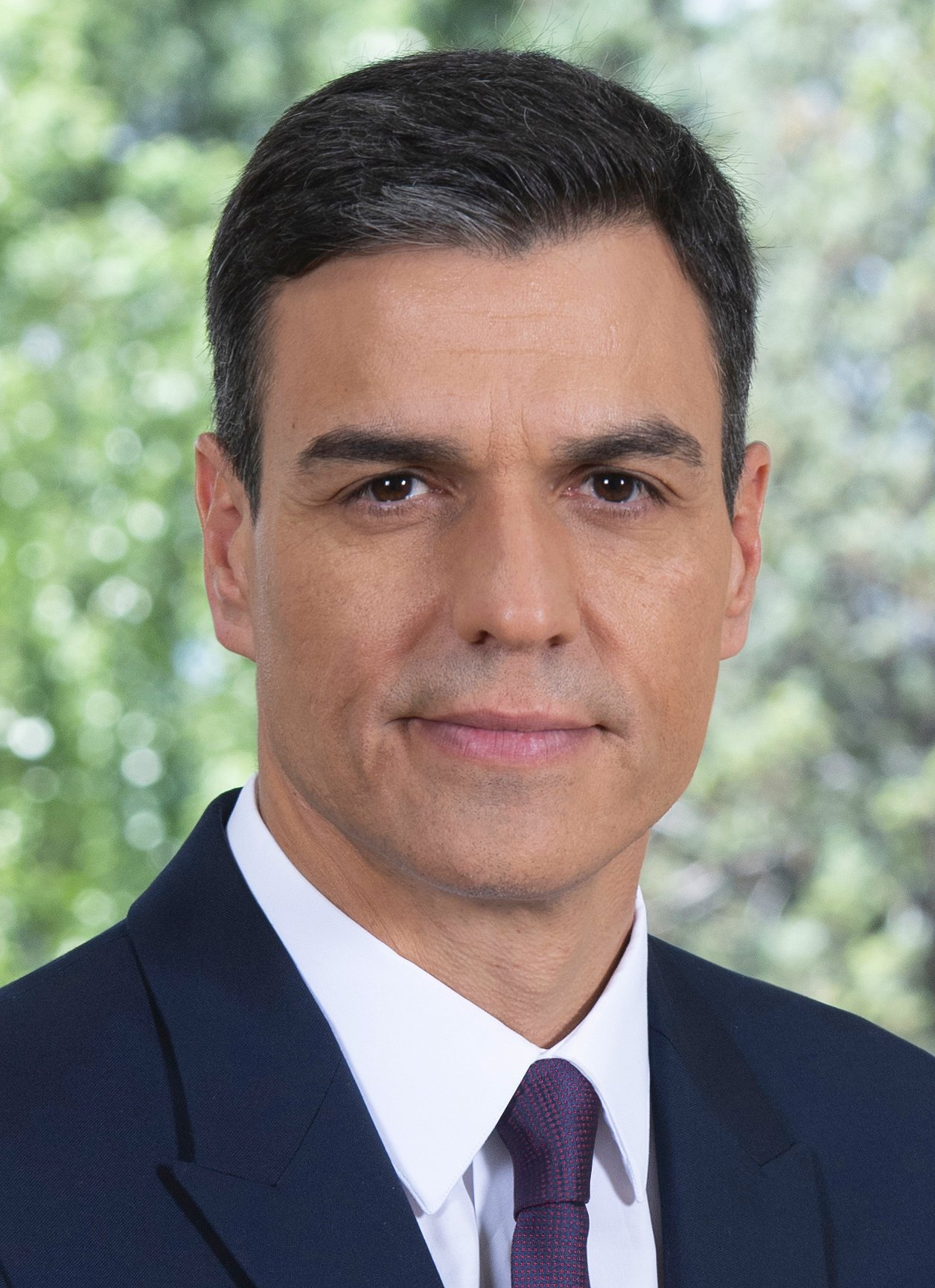
ESP Pedro Sánchez, presidente del Gobierno
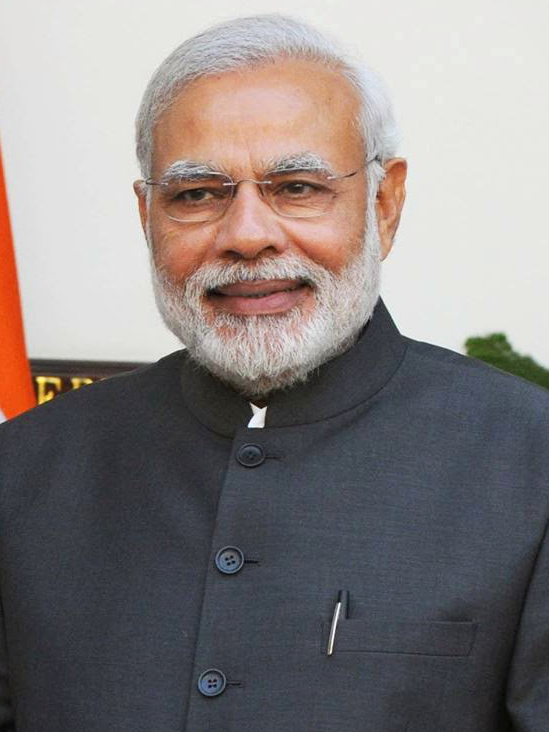
IND Narendra Modi, primer ministro
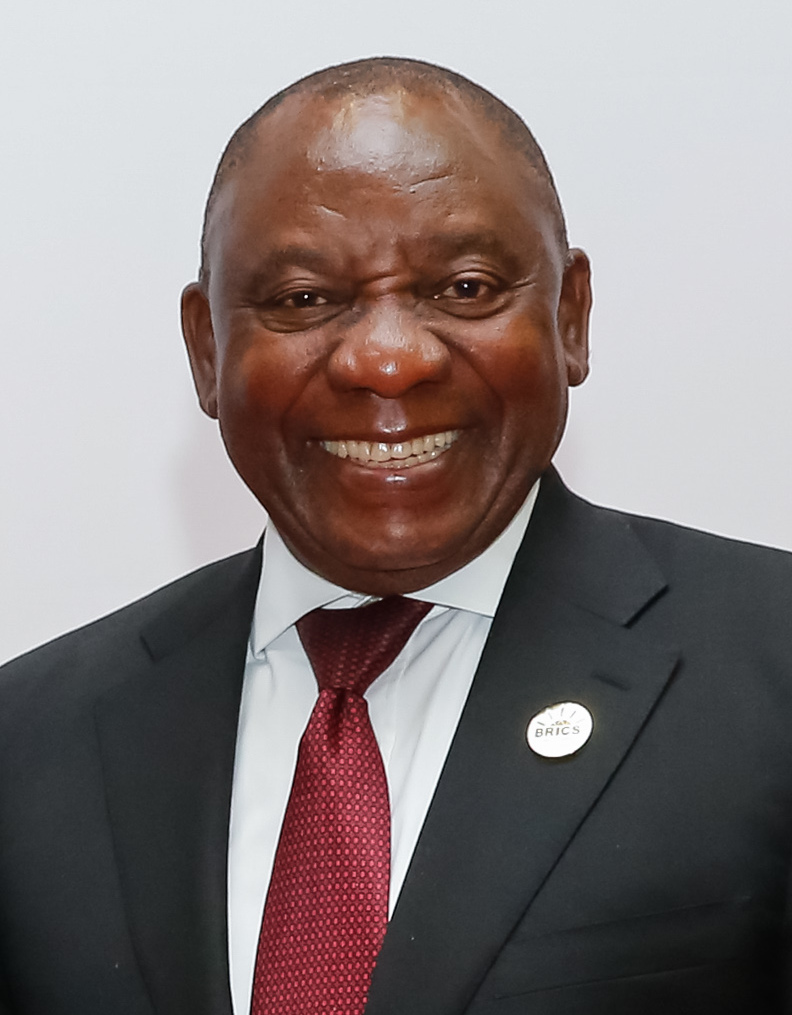
' Cyril Ramaphosa, presidente
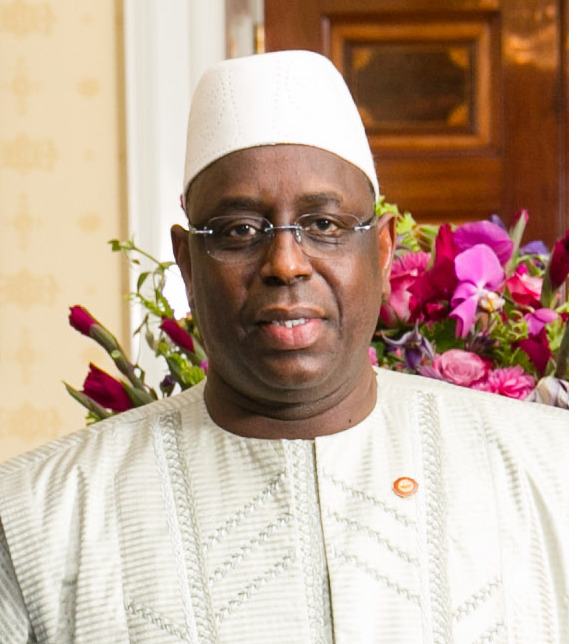
' Macky Sall, presidente
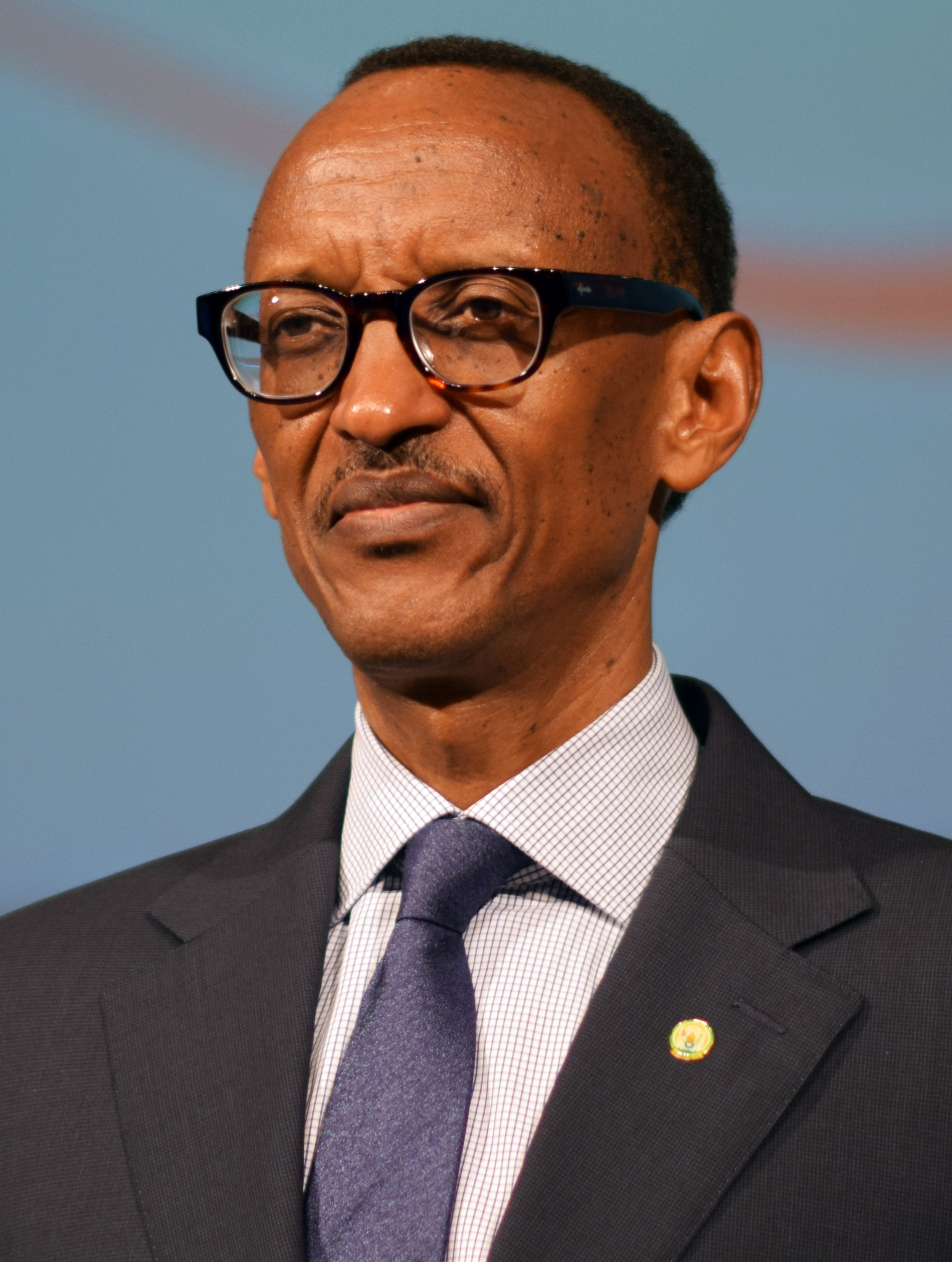
RWA Paul Kagame, presidente

- Australia
Scott Morrison,
primer ministro
- Burkina Faso 
Roch Marc Christian Kaboré, 
presidente
- Chile
Sebastián Piñera, presidente
- Egipto
 Abdelfatah Al-Sisi,
 presidente
- España
Pedro Sánchez, presidente del Gobierno
- India
Narendra Modi, 
primer ministro
- Sudáfrica
Cyril Ramaphosa, 
presidente
- Senegal
 Macky Sall,
 presidente
- Ruanda
Paul Kagame, 
presidente

### Organizaciones internacionales

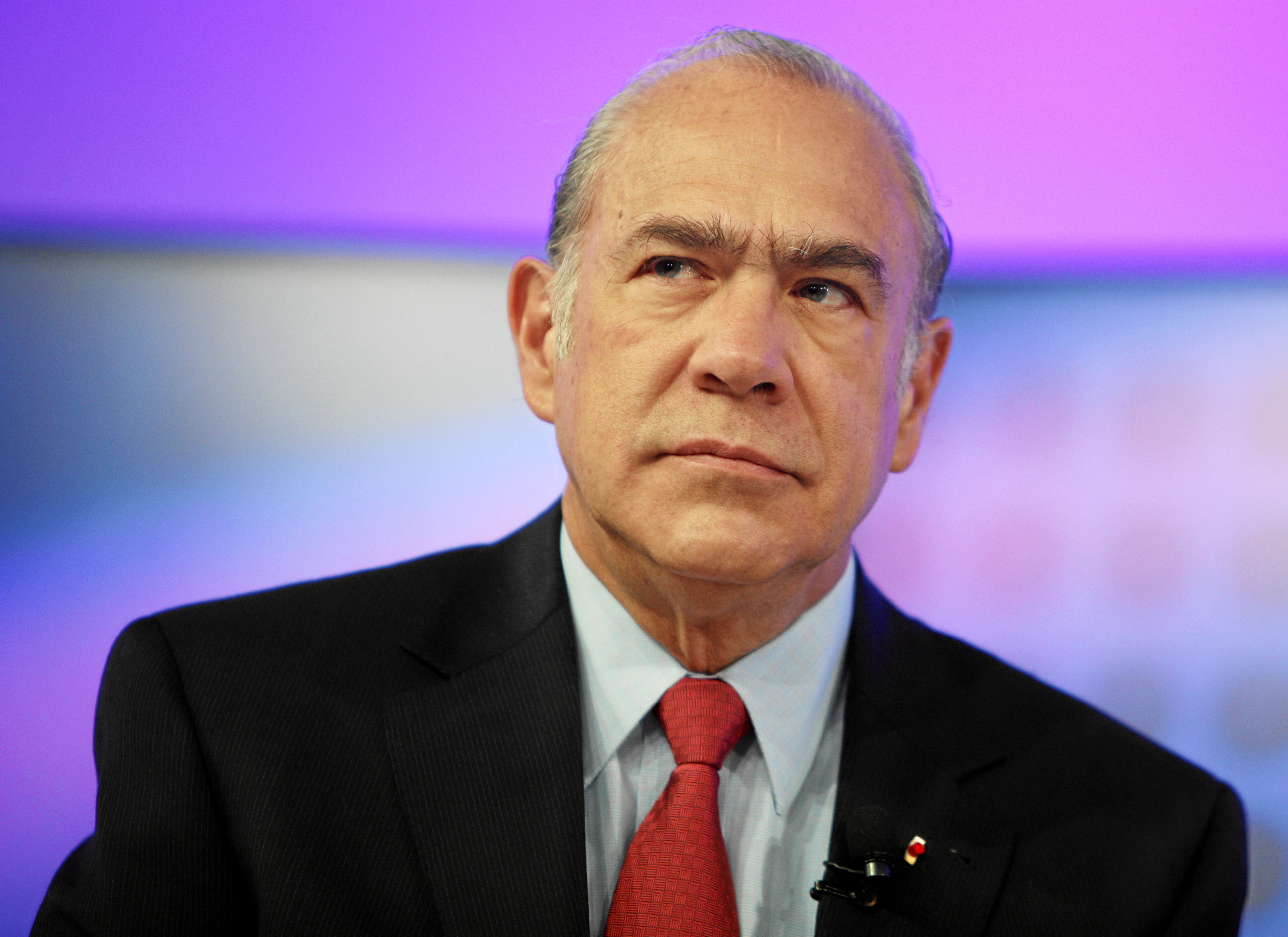
OCDE José Ángel Gurría, Secretario General
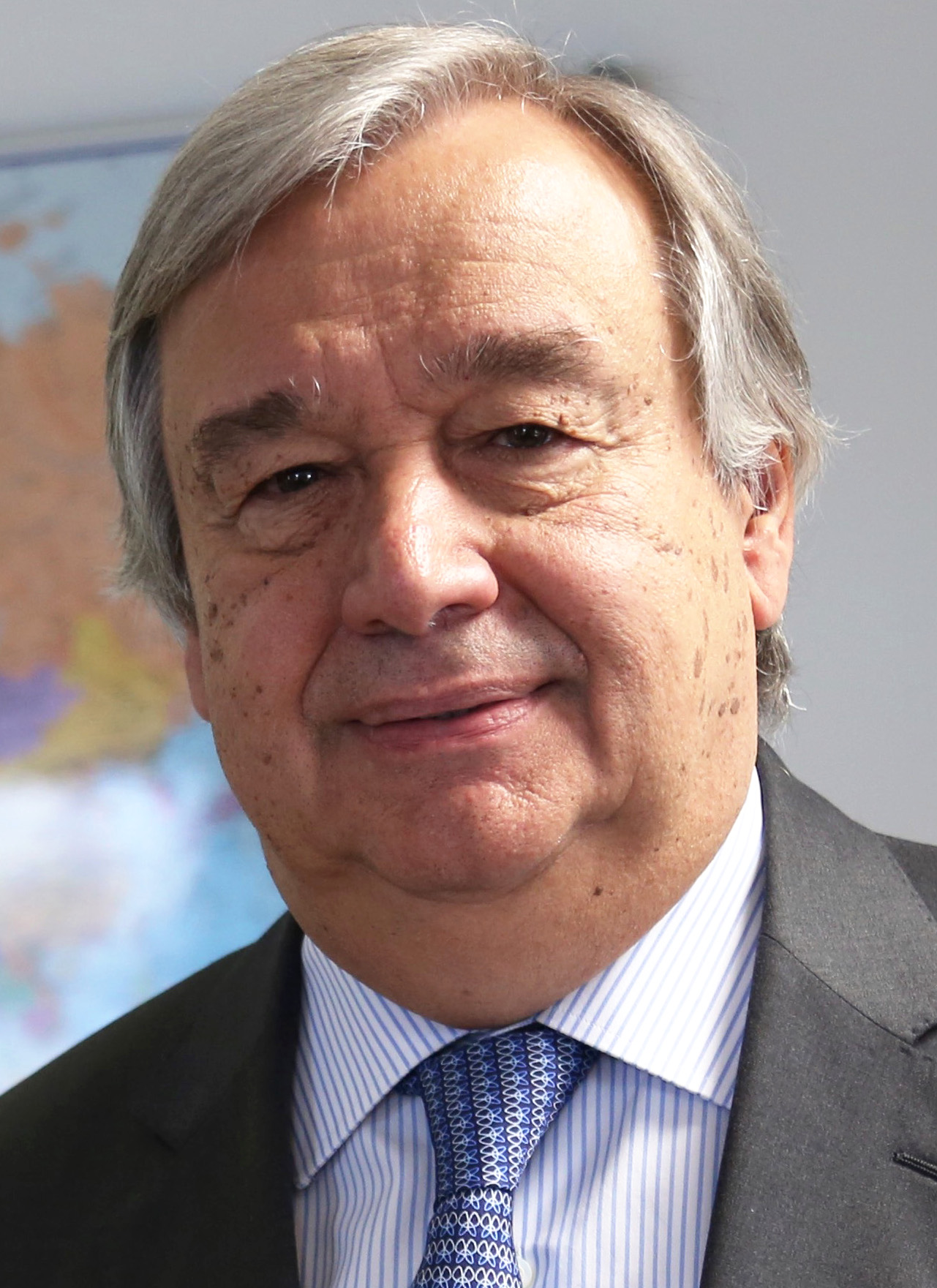
Naciones Unidas António Guterres, Secretario General
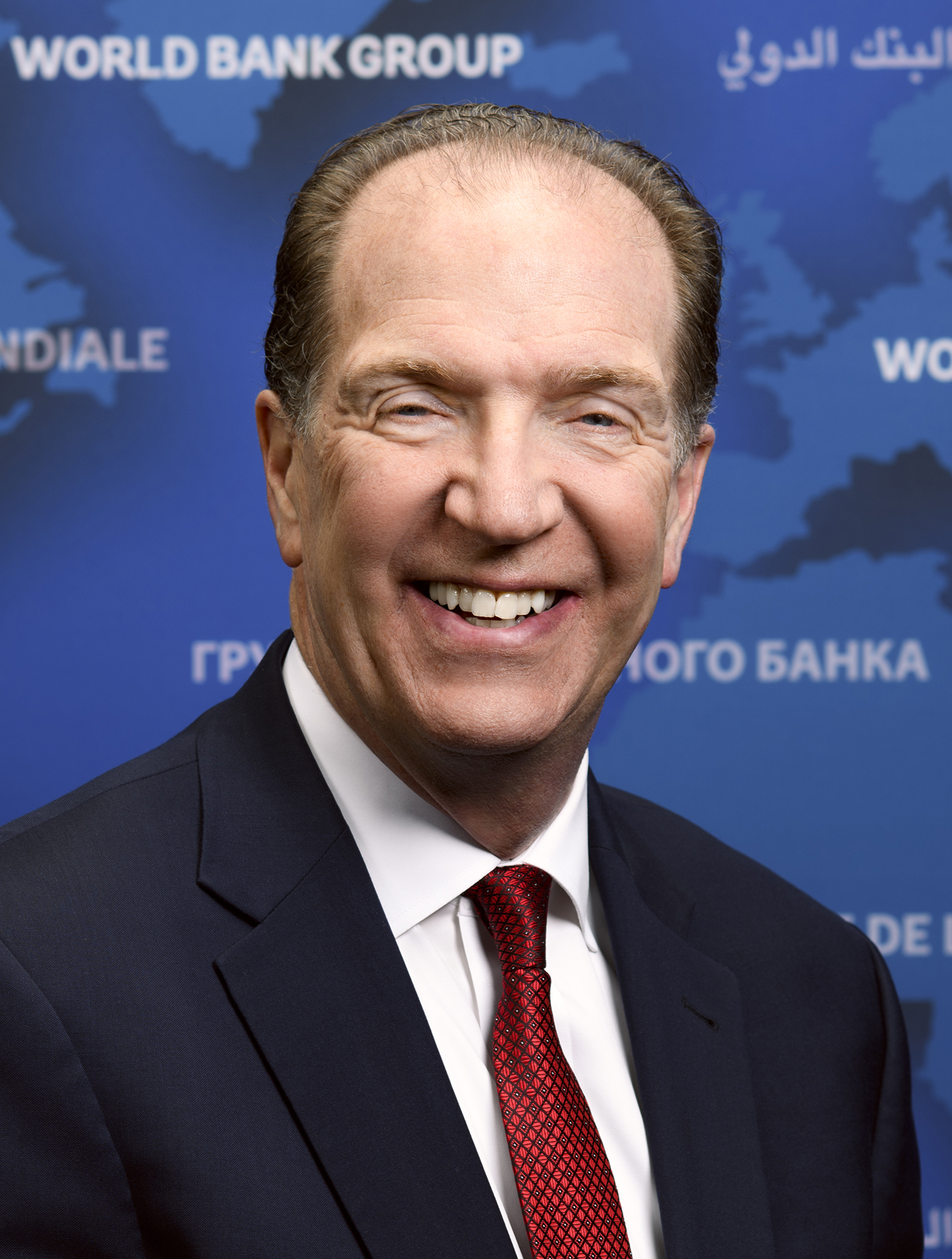
Grupo del Banco Mundial David Malpass, Presidente
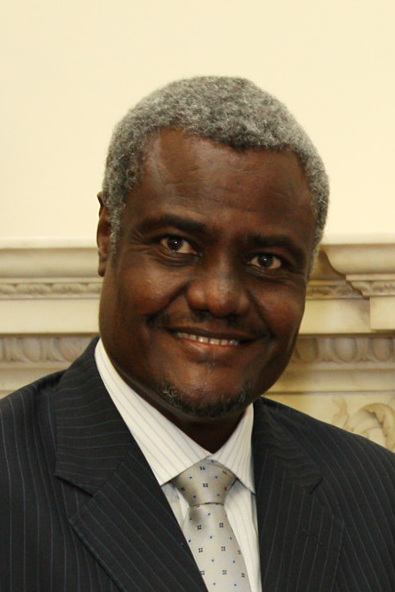
Unión Africana Moussa Faki, Presidente
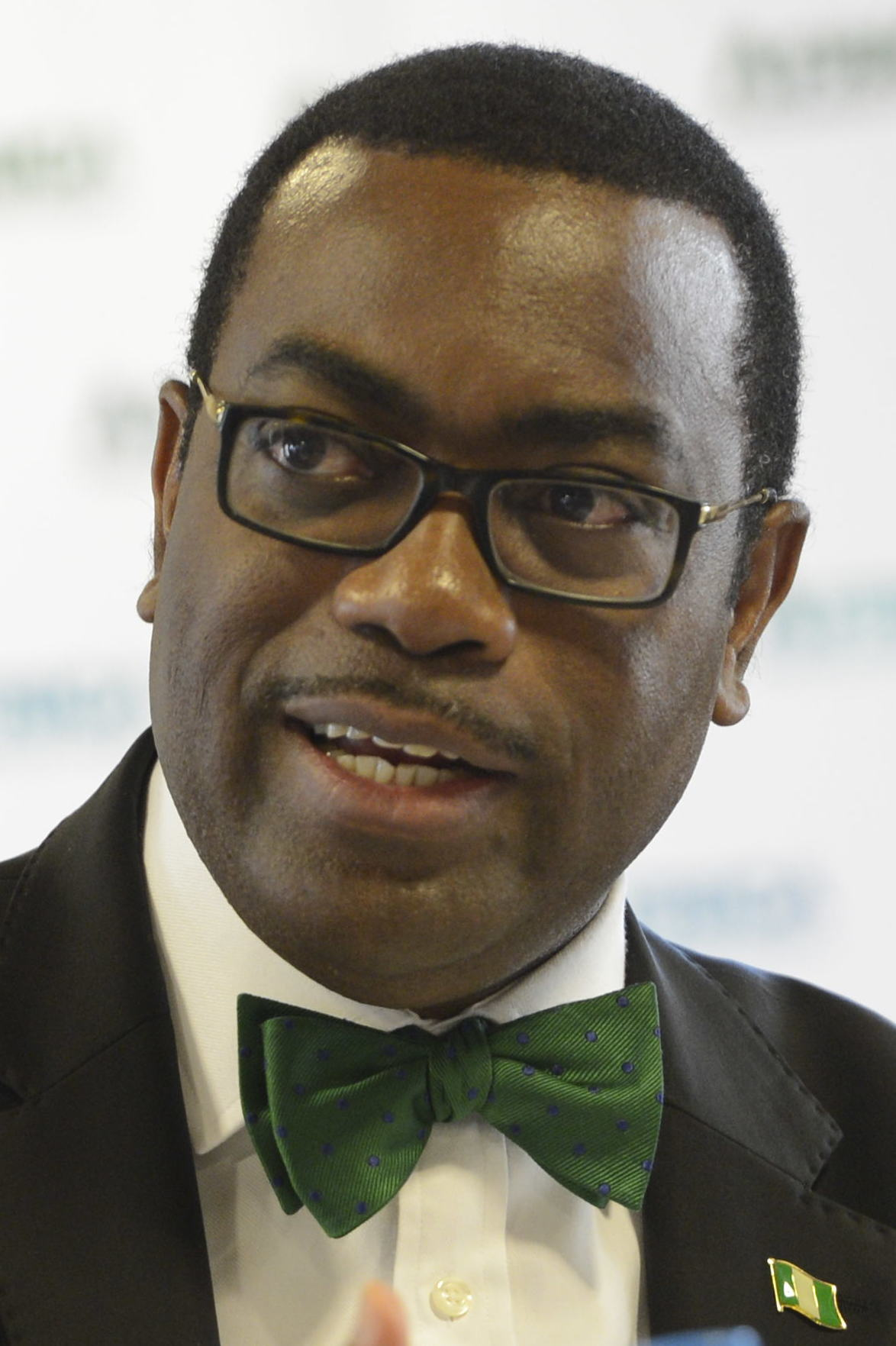
Banco Africano de Desarrollo Akinwumi Adesina, Presidente
Fondo Monetario Internacional David Lipton, Primer Director General Adjunto
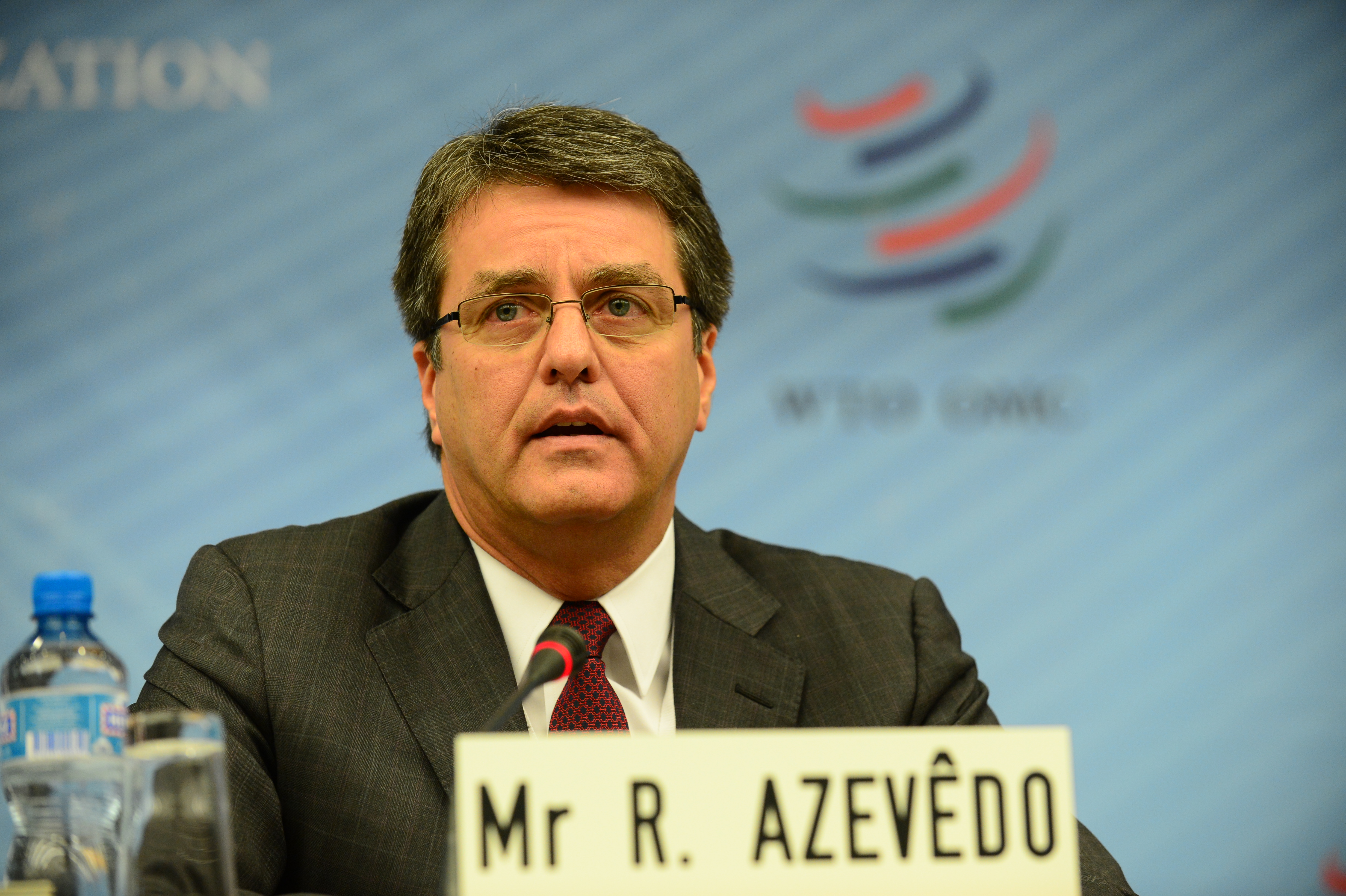
Organización Mundial del Comercio Roberto Azevêdo, Director General
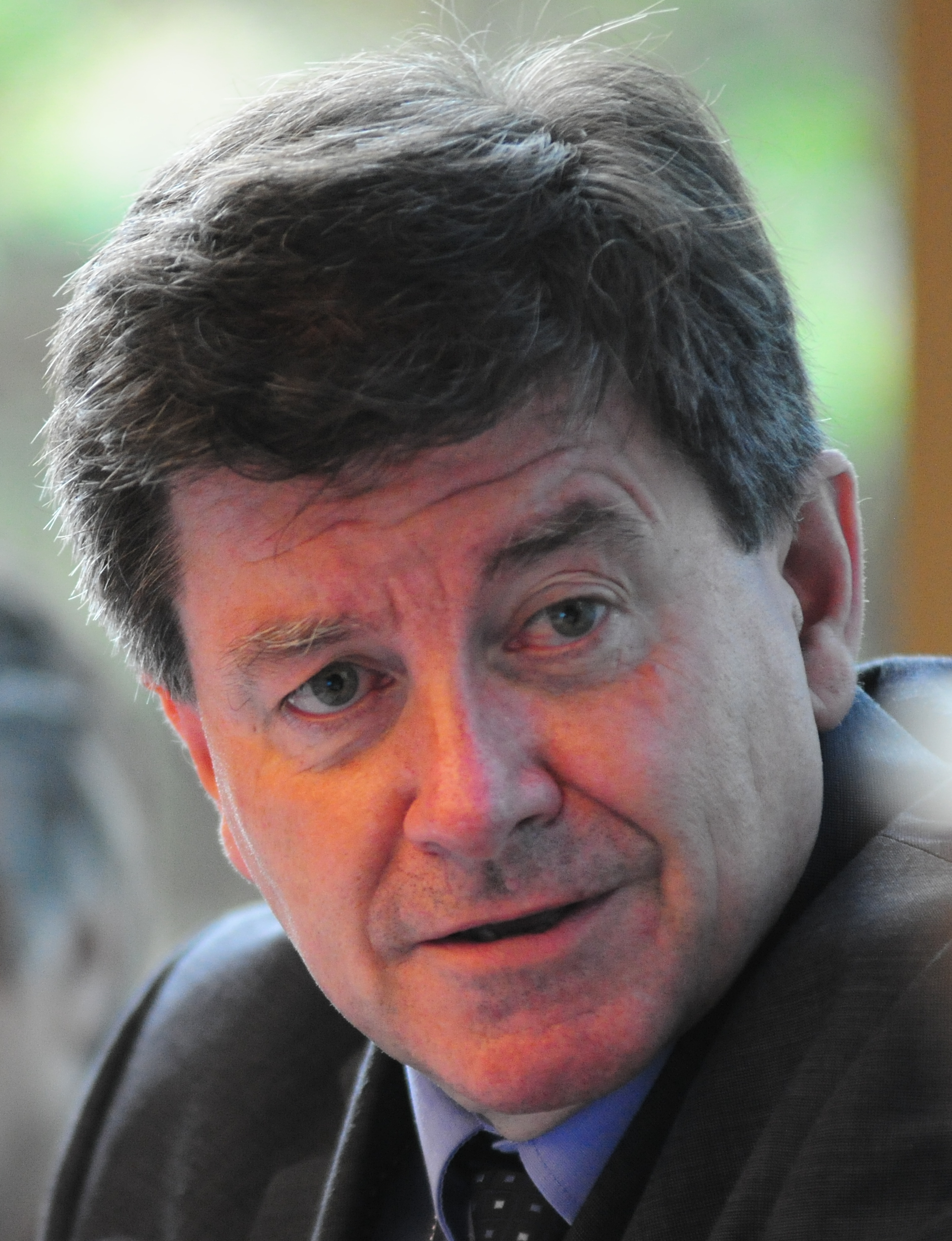
Organización Internacional del Trabajo Guy Ryder, Director General
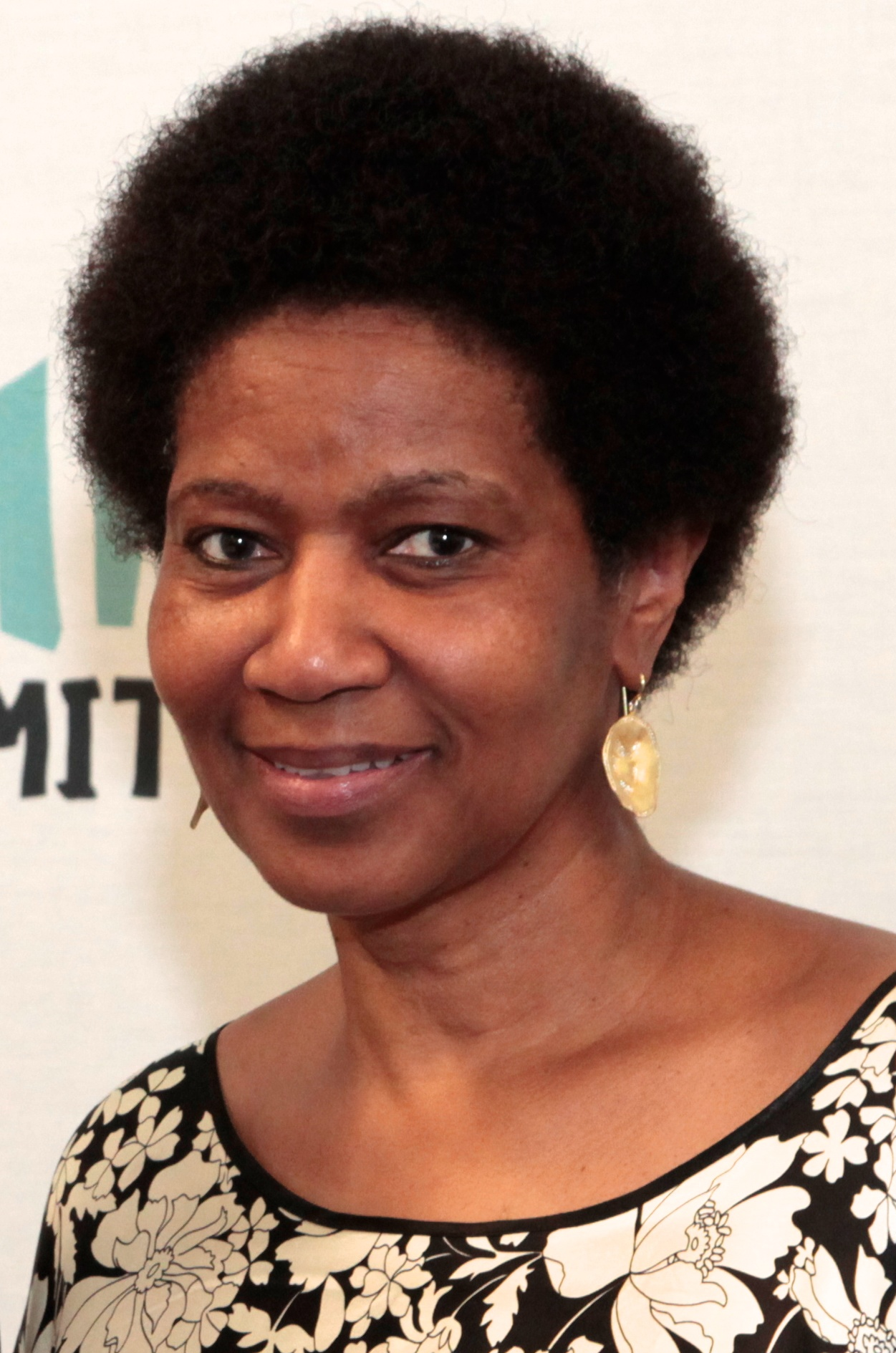
Naciones Unidas Phumzile Mlambo-Ngcuka, Secretaria General Adjunta

### Otros

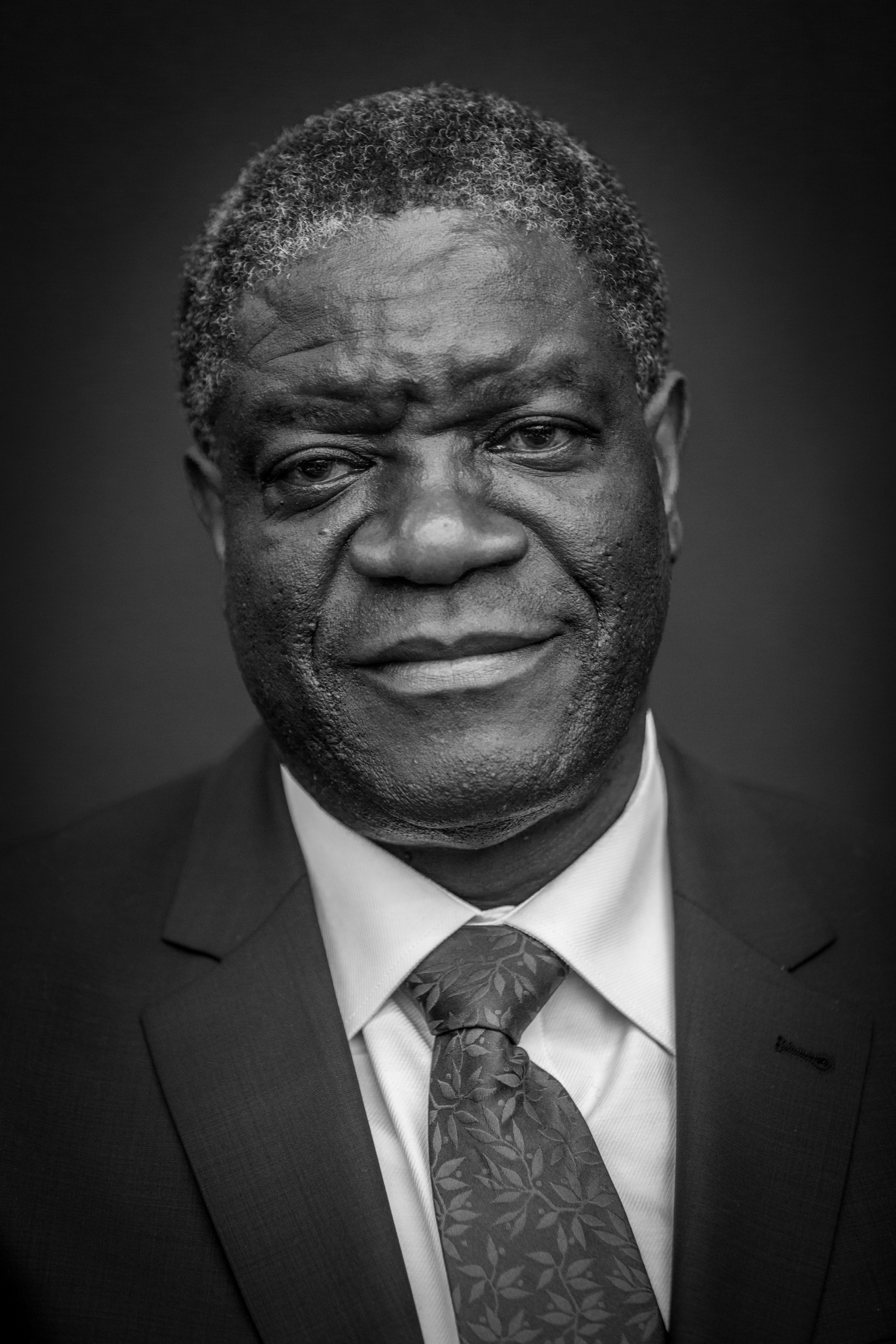
Denis Mukwege, premio nobel de la paz en 2018
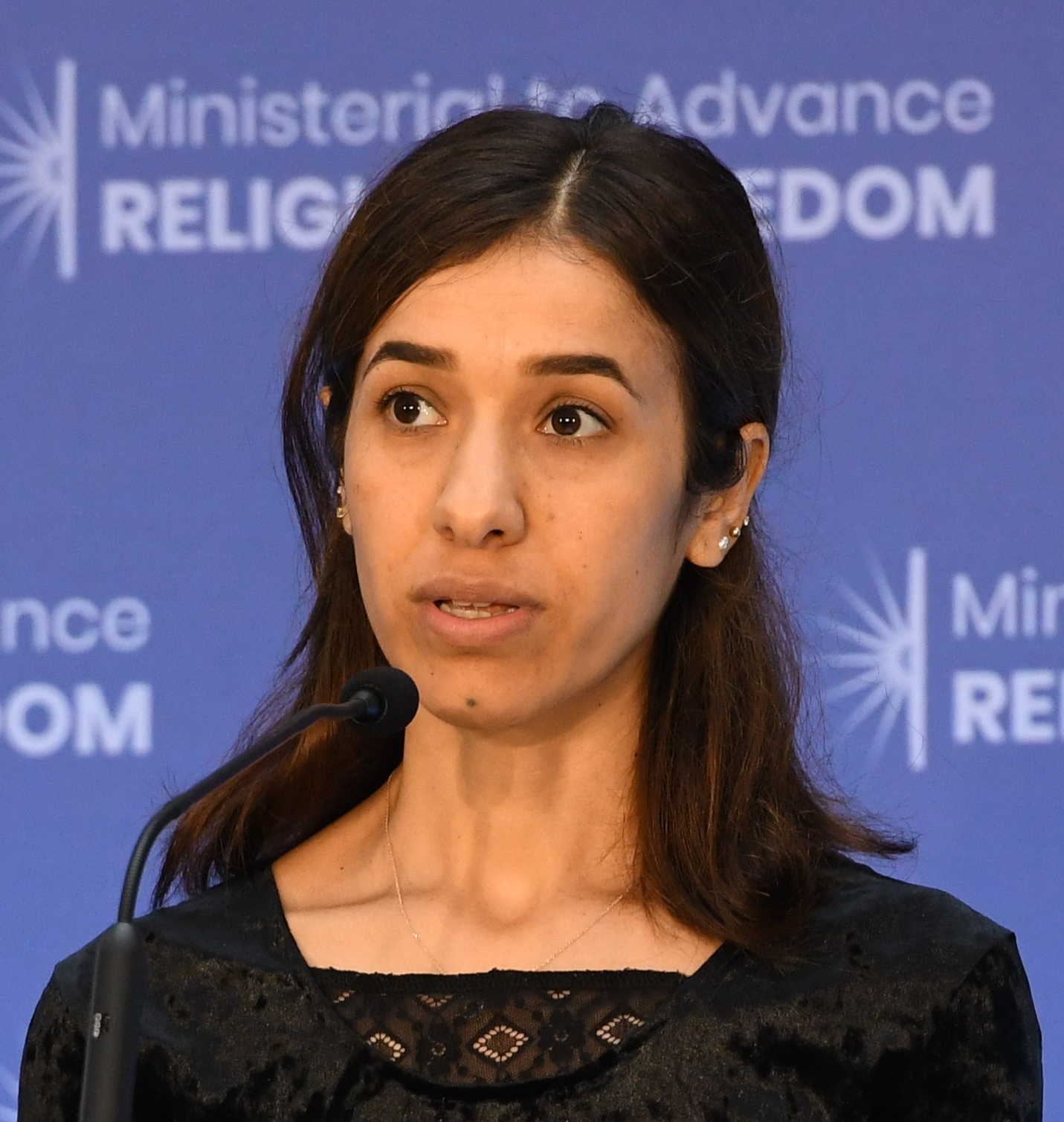
Nadia Murad, premio nobel de la paz en 2018
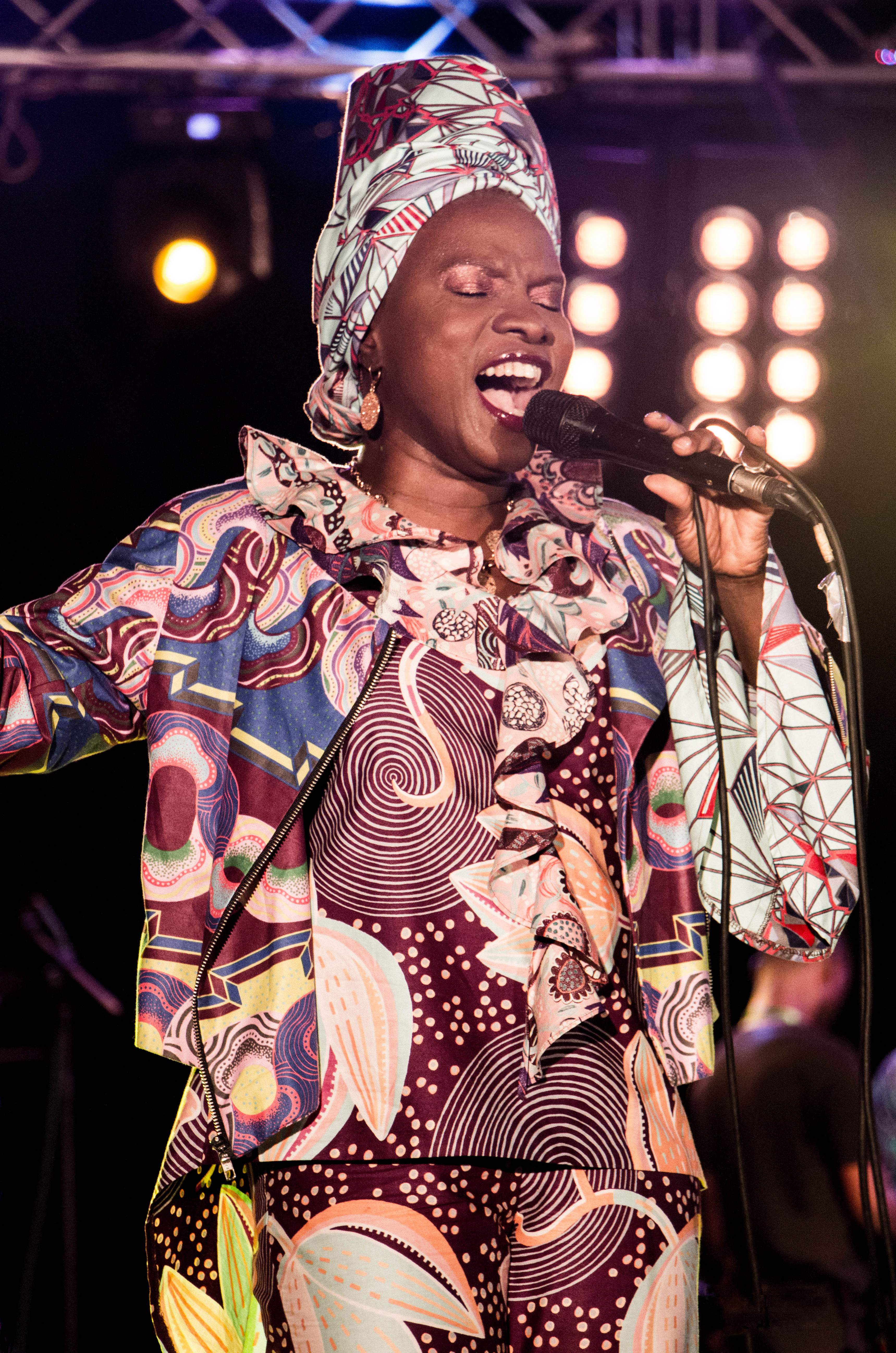
Angélique Kidjo, cantante beninesa